# Jöns Slatte
Jöns Slatte, död 1542, var en svensk fogde, slottsloven och häradshövding.

## Biografi
Jöns Slatte var son till väpnaren Nils Slatte och Elin Svensdotter (Slatte). Han blev 6 januari 1527 fogde i Stegeborgs län och var från 27 september 1531 till 1537 fogde på Öland, tillika från 2 oktober 1534 till 1538 på Kalmar slott. Slatte fick 6 maj 1532 Roma klosters gods på Öland i förläning och 21 september 1532 Åkerbo härad på Öland i förläning. Han fick i oktober 1535 biskopssakerna i norra mötet och var från 1533 till 1535 slottsloven på Kalmar slott. Slatte fick 29 juni 1535 och 1 maj 1536 kvittobrev för Öland, samt 3 juni 1538 för såväl Öland som Kalmar län. Han blev ihjälslagen 1542 under Dackefejden.
Slatte blev 2 februari 1526 häradshövding i Ydre härad och stannade på tjänsten fram till åtminstone 1541.